# Völundarkvida

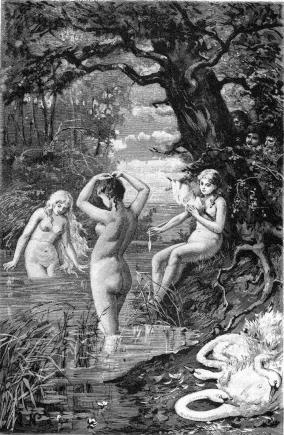
Völundr i els seus germans observen tres donzelles cignes prendre un bany. Il·lustració de Jenny Nyström, 1893

Völundarkviða (Poema de Völundr, també conegut com a Völundarkvitha, Völundarkvidha, Völundarkvida o Volundarkvida) és un dels poemes mitològics de l'Edda poètica. En els idiomes escandinaus continentals és conegut com a Volundkvadet (noruec), Vølundkvadet (danés), i Völundskvädet o Kvädet om Volund (en suec), on kvadet/kvädet significa 'poema' o 'balada'.

## Sinopsi
El poema relata la història del ferrer mític Völundr, a qui es relaciona amb els álfar (elfs). Un personatge de la balada (Nítotr) es dirigeix a Völundr com «vísi álfa» ('príncep dels álfar' o 'savi entre els álfar'), així com «álfa ljóði» ('membre del poble dels álfar' o 'cap dels álfar'). El context suggereix que aquests follets són dökkálfar, 'álfar foscos', això és, dvärgar (nans). També es diu que és un de tres germans «synir finnakonungs», és a dir, fills del rei dels finnar (segurament els «lapons» del nord d'Escandinàvia). La seua esposa, una valquíria, l'abandona, i després és capturat per Nítotr o Nidud, un mesquí rei dels njarar (o nerikjar de Närke, Suècia) que cobejava el seu or. Völundr és capturat com a esclau i l'obliguen a treballar creant eines per al rei. En acabant troba mitjans per venjar-se i fugir. Mata els fills de Niðoðr, viola i deixa embarassada la seua filla Bodvild i després s'allunya rient i volant en un aparell que s'havia construït. El reietó Niðoðr, frustrat i humiliat, diu a Völundr: «No hi ha home tan alt que et puga baixar del cavall; no hi ha punys tan forts que et claven una fletxa des d'ací baix, allà penges volant per la part alta dels núvols».
El poema vessa imatges evocadores:
En la nit van ser homes,
amb petos tatxonats,
els seus escuts brillaven
en la lluna minvant.
Völundarkviða 6, Edda poètica

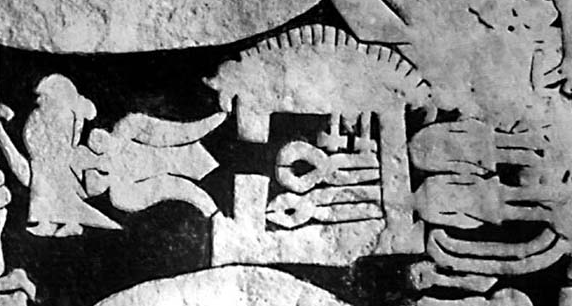
La ferreria de Völundr al centre, la filla de Niðoðr a l'esquerra, i els fills morts de Niðoðr amagats a la dreta de la ferreria. Entre la jove i la ferreria es veu Völundr escapant amb forma d'àguila. Pedra d'Ardre, Gotland, Suècia, del o

El mite de Völundr, pel que sembla, es va dispersar entre els germànics. Apareix a la Saga de Thidrek i s'hi al·ludeix en el poema anglosaxó El plany de Dear. A més a més, es representa en un panell del cofre de Sir Augustus Wollaston Franks, del segle vii, escrit en runes anglosaxones, i en la pedra rúnica viii d'Ardre, a Gotland, del segle viii o ix.
L'obra sencera es conserva en els poemes mitològics del Codex Regius i el començament del pròleg en prosa. També apareix en el fragment AM 748 I 4to.